# Српско-американски орфелинат у Ници
Српско-американски орфелинат у Ници је током Првог светског рата била хуманитарна установа и прихватни центар за сиромашну и избеглу децу из ратом опустошене Краљевине Србије.  Иницијатива за оснивање дома потекла је од Даринке Грујић Радовић (1878-1958), филантропа и хуманитарке која је несебично помагала српску ратну сирочад током Првог светског рата. Она је због својих дела у српском народу остала запамћена и као Мама Грујић.

## Назив
Дом за сирочад „Џона Фротингама“  — Српско – амерички дечији дом — Српско-американски орфелинат у Ници

## Намена
Српско-американски орфелинат првобитно је био основан са циљем да сакупи децу ратну сирочад, како би их спасила глади, зиме и других недаћа. Међутим по доласку у Ницу дом је почео да остварује свој прави циљ, односно да не води само бригу о деци и њиховом здрављу, већ и да деци омогући да заврше основну школу и  наставе даље школовање или изучавање заната, и оспособе за самосталан живот. Тако је нпр. у Енглеску из Дома упућено 28 дечака који су завршили основну школу и девет девојчица на даље школовање.

## Историја
Оснивању дома у Ници претходиле су следеће активности, описан у наставку странице.

### Прикупљање материјалних средстава
У Сједињеним Америчким Држава је Даринка прво прикупљала добровољне донације за помоћ Србији, а најзначајнија је била донација Џона Фронтингама од 10.000 долара.  Фронтингам је, чувши од Даринке Грујић и Михајла Пупина о ратним катастрофама које су погодиле Србију, одлучио да целу болницу пошаље у Србију, са неколико лекара, медицинским особљем и 200 кревета, издвајајући за ту намену 200.000 долара, због чега се сврстава међу три најважнија Американца за Србију у овом историјском периоду, заједно са, Даринком Грујић.

### Прве активности у Србији
Октобра 1914. године Даринке Грујић је стигла у Краљевину Србију са прикупљеним новчаним средствима, медицинским персоналом, болничким материјалом и основале две амбуланте, једну у Скопљу, а другу у Ђевђелији.
Затим одлази у Шабац и околину да би бринула о деци која су остала сирочад после аустроугарских злочина. Искуство опатњи деце у Мачви мотивисало је Даринку да се током рата, као и Џон Фротингам, посветила бризи о ратној сирочади.
Када је поново, почетком 1915. године Даринка Грујић преко Солуна стигла у Србију се новим контигентом опреме она је крајем 1915. године, основала Орфелинат – прихватни центар за сиромашну и избеглу децу из Србије, уз велику помоћ породице Фротингам.
Када је осам вагона ствари и намирница  и део прикупљених прилога у храни и стварим истоварила у Младеновцу, и разделила као помоћ избеглицама, у два празна вагона је сместила жене и децу и са њима кренула за Скопље. Успут је смањила број штићеника, јер је део имућнијих избеглице оставила у ратној престоници  Нишу.
У Ђевђелији је 44 деце смештено у Мушкој основној школи, а отворен је и народна кухињу у коју је Даринка допремила брашно и намирнице из Солуна.

### Орфелинат у Солуну
Како се политичка ситуација стално мењала, након месец дана орфелинат је морао да се евакуишу за Солун. У Солуну су деца поравила у згради конзулата на спрату, а избеглице које је затекла под ведрим небом у Солуну, Даринке Грујић је сместила у четири шатора, разапета поред руске болнице.  У избегличким шаторима у Солуну рођено је око 30 беба, али је било и бројних смртних случајева.

### Орфелинат у Атини
Кад су Немци почели са бомбардовањем Солуну,  марта 1916. године, орфелинат је премештен у предграђе Атине у Новом Фалеру. У Атини је основана школа за 66 деце школског узраста, колико их је било у орфелинату. Школу је издржавала Софија Демидов и Џон Фротингам. По одлуци Министарства просвете и црквених послова, Даринка Грујић Радовић била је и управница основне школе у Новом Фалеру.
У Атини је орфелинат радио до новембра 1916. године, када је због тешке ситуације са децом морао да отпутује за Ницу. Путне трошкове до Нице платила је Софија Демидов.

### Орфелинат у Ници
У Ници су од децембра 1916. године деца наставила школовање и полагала годишње испите за школску 1915/16. и 1916/17. годину.
Орфелинат у Ници је имао седамдесеторо деце, о којима су бринуле наставнице, болничарке и помоћно особље. Женска деца су била обучавана и за женске послове и вођење домаћинства. Добротвор Фротингам је опет одиграо важну улогу  и задивљен редом и радом у школи тај труд наградио повишицом са 300 на 500 динара новчане помоћи на месечном нивоу.

### Орфелинат у Ментону
Из Нице деца су потом премештена у Ментон. Како зграда орфелината у Ментону није била условна за рад и боравак деце. Министарски савет је 22. јуна 1918. године донео одлуку да се Даринки Грујић одобре новчана средства на име помоћи за закуп нове зграде за орфелинат.

## Еплог
По завршетку Првог светског рата Даринка Грујић премешта дом из Француске у Врање, а потом у Београд, у коме је привремено смештен у Кошутњаку, а касније и у једном напуштеном дворцу у Сремској Каменици. По договору са Џоном Фротингамом, главним добротвором и финансијером, дом је требало да ради  све док и последње дете из њега не изађе збринуто. Дом Срему је радио све до затварања 1933. године.